# Patrick Menais
Patrick Menais est un réalisateur de télévision français. Il a été le réalisateur de l'émission Le Zapping de la chaîne de télévision Canal+ de 1989 à 2016, et depuis le 16 janvier 2017 celui du zapping télévisé Vu de France Télévisions, qui reprend le même concept. 

## Biographie
En 1989, il crée et réalise l'émission Le Zapping de la chaîne de télévision Canal+.
En 2015, Il a collaboré au documentaire Mon père ce Ayrault de la journaliste Élise Ayrault, fille de Jean-Marc Ayrault.
Depuis le 16 janvier 2017 sur France 2, il produit Vu qui remplace le concept du Zapping après l'arrêt de l'émission de Canal en 2016.
En 2016, Canal+ entreprend une procédure de licenciement pour faute lourde à son encontre, mais ce licenciement pour faute lourde est annulé en 2017. Il avait été licencié après la diffusion d'éléments à charge contre  Vincent Bolloré.
Le 27 août 2018 Vu est diffusé sur France 3 tous les soirs à 20h.
Après une courte période d’arrêt de la diffusion sur France 3 entre mars et avril 2020, l’émission reprend courant mai 2020 sur France 5. 

## Sources
- Marie-Dominique Arrighi, « «Le zapping est l'art de la pertinence». Antoine de Caunes et Patrick Menais organisent une «Nuit» contre le sida. », sur Libération, 23 février 1996 (consulté le 8 avril 2016)
- « Les dessous du zapping », sur La Dépêche, 27 avril 2002 (consulté le 8 avril 2016)
- A.DA., « Grâce à lui, le « Zapping » a l'œil », sur Le Parisien, 1er novembre 2004 (consulté le 8 avril 2016)
- Caroline Desvaux, « « Zapping » de Canal+ : dix-huit ans après, zapper reste un métier », sur Rue89, 17 septembre 2007 (consulté le 8 avril 2016)
- Cécile Jaures, « Par le petit bout de la lorgnette. », sur La Croix, 26 septembre 2009 (consulté le 8 avril 2016)
- Aurélie Champagne, « Patrick Menais, boss du Zapping de Canal + », sur Mouv', 24 mars 2014 (consulté le 8 avril 2016)
- Julien Rebucci, « 30 ans de Canal+ : l'éminence grise du zapping raconte la création de son émission culte », sur Les Inrockuptibles, 19 octobre 2014 (consulté le 8 avril 2016)
- Annabelle Laurent, « Patrick Menais : « Canal est arrivée dans un paysage audiovisuel désertique » », sur 20 minutes, 31 octobre 2014 (consulté le 8 avril 2016)
- « 30 ans de Canal Plus. Dans l'ombre, ils ont bâti le succès de la chaîne », sur Ouest-France, 4 novembre 2014 (consulté le 8 avril 2016)
- Lucie Beaupérin, « "Mon père ce Ayrault", un documentaire de la fille de Jean-Marc Ayrault », sur Presse-Océan, 13 mars 2015 (consulté le 8 avril 2016)
- « Canal + : l'irrévérence du patron du Zapping va-t-elle lui coûter sa place ? », sur Le Parisien, 16 octobre 2015 (consulté le 8 avril 2016)
- Julien Bellver, « Canal+ : Patrick Menais, patron du "Zapping", sur la sellette », sur PureMédias, 16 octobre 2015 (consulté le 8 avril 2016)
- « Kindia 2015 : l’UNICEF et Canal+ relèvent le défi du développement en Guinée », sur Unicef, 25 février 2016 (consulté le 8 avril 2016)
- Abdallah Soidri, « La "liste noire" de "l'actionnaire totalitaire" Vincent Bolloré à Canal + », sur Marianne, 30 mars 2016 (consulté le 8 avril 2016)
- Allyson Jouin-Claude, « Canal + : le Zapping provoque de nouveau Vincent Bolloré », sur Le Figaro, 8 avril 2016 (consulté le 8 avril 2016)
- Alexis Delcambre, « Canal+ : procédure de licenciement contre le producteur du « Zapping » », sur Le Monde, 10 juillet 2016